# Jean Altidor
Jean Altidor (27 febbraio 1977) è un ex calciatore haitiano, di ruolo centrocampista.

## Carriera

### Nazionale
Ha debuttato in nazionale il 28 marzo 2000, nell'amichevole El Salvador-Haiti (3-1). Ha partecipato, con la nazionale, alla CONCACAF Gold Cup 2002. Ha collezionato in totale, con la maglia della nazionale, 6 presenze.

## Palmarès

### Club

#### Competizioni nazionali
- Campionato haitiano di calcio: 2

Roulado: 2002, 2003